# Agente biológico

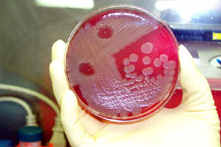
Anthrax

Un agente biológico o bioagente es un organismo, como una bacteria, virus, parásito, hongo, etc., una toxina con la capacidad de afectar de manera adversa la salud de los humanos en diversos modos. Los agentes biológicos pueden ser utilizados como un tipo de arma con el propósito de generar daños a la población mundial en la llamada guerra biológica, además de ser el elemento principal en el bioterrorismo. Existen más de 1 200 tipos de agentes biológicos.[cita requerida]
Los daños a la salud comprenden desde las reacciones alérgicas leves hasta situaciones médicas graves que en algunos casos llevan a la muerte. La mayoría de los organismos considerados agentes biológicos se encuentran presentes en el medio ambiente, en el agua, vegetación, tierra y animales. Debido a su rápida reproducción y los escasos recursos necesarios para su supervivencia, representan un riesgo potencial en muchas ocupaciones y actividades. 
La Convención sobre Armas Biológicas o BWC (por sus siglas en inglés: Biological Weapons Convention) es un tratado internacional que prohíbe el uso, distribución o el almacenaje de agente biológicos o toxinas. Firmada en abril de 1972 y en vigor desde marzo de 1975,  tiene la participación de 176 estados a nivel internacional y es considerado como un complemento de los Convenios de Ginebra de 1925. A pesar de la gran participación de la comunidad internacional, las armas biológicos siguen siendo materia de investigación.

## Clasificación

### Letalidad
El programa de guerra biológica de los Estados Unidos (1943-1969) creó un listado que clasificaba los agentes biológicos y toxinas entre «agentes letales», como Bacillus anthracis, Francisella tularensis o la botulina, y «agentes incapacitantes» como Brucella suis, Coxiella burnetii, el virus de la encefalitis equina venezolana y la enterotoxina estafilocócica B.

## Regulación
Estados Unidos promulgó en 1997 una ley que listaba agentes biológicos «con potencial de ser una severa amenaza a la salud pública y a la seguridad de la población». Tanto el Departamento de Salud y Servicios Humanos de los Estados Unidos como el Departamento de Agricultura de los Estados Unidos se encargan de controlar la distribución, posesión y/o producción de estos agentes.
Los Centros para el Control y Prevención de Enfermedades o CDC (por sus siglas en inglés: Centers for Disease Control and Prevention) son una agencia del Departamento de Salud de los Estados Unidos a cargo del desarrollo y prevención en materia de salud a nivel nacional en ese país. Los agentes biológicos conocidos se catalogaron en tres grandes categorías: Categoría A, Categoría B y Categoría C. Los agentes de categoría A son los más peligrosos, según el criterio del gobierno y del Departamento de Salud de los Estados Unidos, por su alta tasa de mortalidad y por la capacidad de contagiarse con facilidad y requieren una pronta respuesta, en caso de surgir un brote, de las instituciones de salud pública.

## Lista de toxinas y agentes biológicos considerados de importancia militar
La nomenclatura militar utilizada en las tablas a continuación se basa en la simbología CB (en inglés, Chemical Biological, "químico biológico") del Ejército de los Estados Unidos.

### Agentes biológicos bacterianos
| Enfermedad              | Agente causante (símbolo militar)                              |
| ----------------------- | -------------------------------------------------------------- |
| Carbunco                | Bacillus anthracis (N o TR)                                    |
| Brucelosis bovina       | Brucella abortus                                               |
| Brucelosis caprina      | Brucella melitensis (AM o BX)                                  |
| Brucelosis porcina      | Brucella suis (US, AB o NX)                                    |
| Cólera                  | Vibrio cholerae (HO)                                           |
| Difteria                | Corynebacterium diphtheriae (DK)                               |
| Disentería (bacteriana) | Shigella dysenteriae, algunas especies de Escherichia coli (Y) |
| Muermo                  | Burkholderia mallei (LA)                                       |
| Listeriosis             | Listeria monocytogenes (TQ)                                    |
| Melioidosis             | Burkholderia pseudomallei (HI)                                 |
| Peste bubónica          | Yersinia pestis (LE)                                           |
| Tularemia               | Francisella tularensis (SR o JT)                               |

### Agentes biológicos clamidiales
| Enfermedad           | Agente causante (símbolo militar) |
| -------------------- | --------------------------------- |
| Psitacosis/sitacosis | Chlamydophila psittaci (SI)       |

### Agentes biológicos rickettsiales
| Enfermedad                     | Agente causante (símbolo militar) |
| ------------------------------ | --------------------------------- |
| Fiebre Q                       | Coxiella burnetii (OU)            |
| Fiebre de las Montañas Rocosas | Rickettsia rickettsii (RI o UY)   |
| Tifus                          | Rickettsia prowazekii (YE)        |
| Tifus murino                   | Rickettsia typhi (AV)             |

### Agentes biológicos virales
| Enfermedad                    | Agente causante (símbolo militar) |
| ----------------------------- | --- |
| Encefalitis equina oriental   | Togavirus (ZX) |
| Encefalitis equina venezolana | virus de la encefalitis equina venezolana, un arbovirus del género Alphavirus, familia Togaviridae (FX)                                  |
| Encefalitis equina occidental | virus de la encefalitis equina occidental o virus de la encefalomielitis equina occidental (género Alphavirus, familia Togaviridae= (EV) |
| Encefalitis japonesa B        | virus de la encefalitis japonesa (género Flavivirus) (AN)                                                                                |
| Fiebre del valle del Rift     | virus de la fiebre del valle del Rift (FA)                                                                                               |
| Viruela                       | Variola virus (ZL) |
| Fiebre amarilla               | virus de la fiebre amarilla (OJ o LU) |

### Agentes biológicos micóticos
| Enfermedad         | Agente causante (símbolo militar) |
| ------------------ | --------------------------------- |
| Coccidioidomicosis | Coccidioides immitis (OC)         |

### Toxinas biológicas
| Toxina                          | Fuente de la toxina (símbolo militar)                                                                                  |
| ------------------------------- | --- |
| Toxinas botulínicas (A hasta G) | Clostridium botulinum bacteria o esporas, y otras especies Clostridiales. (X o XR)                                     |
| Ricina                          | Ricino (Ricinus communis) (W o WA)                                                                                     |
| Saxitoxina                      | Producida por cianobacterias marinas y de agua dulce, como Anabaena, Aphanizomenon, Lyngbya y Cylindrospermopsis (TZ). |
| Enterotoxina B                  | Staphylococcus aureus (estafilococo dorado) (UC o PG)                                                                  |
| Tetrodotoxina                   | De origen marino, incluye Vibrio alginolyticus y Pseudoalteromonas tetraodonis (PP)                                    |
| Tricoteceno y otras micotoxinas | Varias especies del reino fungi. Incluye Trichoderma y Fusarium.                                                       |

### Vectores biológicos
| Vector (símbolo militar)                       | Enfermedad transmitida                                                |
| ---------------------------------------------- | --------------------------------------------------------------------- |
| Mosquito (Aedes aegypti) (AP)                  | Malaria o paludismo, dengue, chikunguña, fiebre amarilla y arbovirus. |
| Pulga de la rata oriental (Xenopsylla cheopis) | Peste, tifus murino.                                                  |